# Campionato sudamericano di rugby 2014
Il campionato sudamericano di rugby 2014 (in spagnolo Sudamericano de Rugby 2014; in portoghese Campeonato Sul-Americano de Rugby de 2014) fu il 36º campionato continentale del Sudamerica di rugby a 15.
Tale edizione di torneo vide l'inaugurazione di un nuovo formato: il Sudamericano "A" fu suddiviso in due fasi a girone unico.
La prima si svolse senza la squadra vincitrice, e la successiva tra la seconda e la terza classificata dell'edizione precedente.
La prima fase diede il titolo di vincitore del campionato sudamericano, mentre la successiva Coppa Consur assegnò il titolo di campione continentale.
La Coppa Consur si tenne tra Argentina, campione uscente, e Uruguay e Cile, le successive due in classifica del Sudamericano "A" 2013; per le future edizioni fu previsto che essa si disputasse tra la squadra campione sudamericana uscente e le prime due classificate del Sudamericano "A" precedente.
L'edizione 2014 del Sudamericano "A" servì quindi da qualificazione per la Coppa Consur 2015.
A qualificarsi per la Coppa Consur 2015 furono Uruguay e Paraguay, primi due classificati della prima fase del Sudamericano "A"; la CONSUR Cup 2014 fu invece vinta dall'Argentina, al suo trentacinquesimo titolo continentale, che sconfisse sia Uruguay che Cile.
Il Sudamericano "B" si tenne ad Apartadó, in Colombia, e fu vinto dalla Nazionale di casa; il torneo "C", invece, si disputò a Panama e vide la formazione di casa giungere ultima; la vittoria andò alla Nazionale di El Salvador.
Il valore delle marcature, come stabilito dall’IRFB nel 1992, era: 5 punti per ciascuna meta (7 se trasformata), 3 punti per la realizzazione di ciascun calcio piazzato, idem per il drop.
Per tutte le divisioni del torneo il sistema previde 3 punti per la vittoria, 2 per il pareggio, 1 per la sconfitta e zero per il forfait.

## Squadre partecipanti
| Sudamericano “A” | Sudamericano “B” | Sudamericano “C” |
| ---------------- | ---------------- | ---------------- |
| Argentina        | Colombia         | Costa Rica       |
| Brasile          | Ecuador          | Guatemala        |
| Cile             | Perù             | Panama           |
| Paraguay         | Venezuela        | El Salvador      |
| Uruguay          |                  |                  |

## Sudamericano "A"

### 1ª giornata
| Arbitro: | Ricardo Sant’Anna |

|               |      |                                              |
| Alvarenga 2’  | mt   | 15’, 46’ Favaro 35’ Braun 63’ Durán 78’ Puig |
| Alvarenga 2’  | tr   | 15’, 46’, 78’ Favaro                         |
| Alvarenga 19’ | c.p. | 40’ Favaro                                   |

| Arbitro: | Mauro Rivera |

|                             |      |                           |
| tecnica 30’, 53’ da Ros 68’ | mt   | 46’ Oyarzún 69’ Fernández |
| Di Pilla 30’, 53’, 68’      | tr   |                           |
| 40’ Di Pilla                | c.p. | Nordenflycht 13’, 19’     |

### 2ª giornata
| Arbitro: | Felipe Balbontín |

|                           |      |                                                       |
|                           | mt   | 12’ tecnica 20’, 25’ Lamanna 71’ Etcheverría 86’ Puig |
|                           | tr   | 12’, 20’ Durán 86’ Prada                              |
| Castiglione 17’, 39’, 51’ | c.p. | 67’ Prada                                             |

| Arbitro: | Joaquín Montes |

|                                |      |                         |
| Zunino 7’ Larenas 55’ Soto 65’ | mt   | 3’ Brizuela 25’ Gavigan |
| Nordenflycht 55’, 65’          | tr   | 79’ Alvarenga           |
| Nordenflycht 70’               | c.p. | 18’, 25’ Alvarenga      |

### 3ª giornata
| Arbitro: | Ignacio Iparraguirre |

|                                                                                          |      |                            |
| Prada 4’ De Freitas 30’ Silva 41’, 65’ Gaminara 45’ Braun 50’ Klappenbach 56’ Leivas 80’ | mt   | 47’ M. Fernández 78’ Amigo |
| Durán 4’, 30’, 41’, 45’, 56’ Arocena 80’                                                 | tr   |                            |
| Durán 10’                                                                                | c.p. | 67’ Nordenflycht           |

| Arbitro: | Jason Mola |

|                                   |      |                                    |
| M. Ortiz 29’ Glitz 64’ Zárate 81’ | mt   | 47’ Lesme 50’ Tranquez 73’ tecnica |
| Alvarenga 29’, 64’                | tr   | 47’, 50’, 73’ Di Pilla             |
| Alvarenga 10’, 27’, 37’, 42’      | c.p. | 6’ Castiglione                     |

#### Classifica prima fase
| Pos | Squadra  | G | V | N | P | PF  | PS | DP  | Pt |
| --- | -------- | - | - | - | - | --- | -- | --- | -- |
| 1   | Uruguay  | 3 | 3 | 0 | 0 | 123 | 32 | +91 | 9  |
| 2   | Paraguay | 3 | 1 | 0 | 2 | 59  | 80 | −21 | 5  |
| 3   | Brasile  | 3 | 1 | 0 | 2 | 57  | 81 | −24 | 5  |
| 4   | Cile     | 3 | 1 | 0 | 2 | 51  | 97 | −46 | 5  |

### CONSUR Cup
| Arbitro: | Henrique Platais |

|                     |      | |
|                     | mt   | 2’ Carrio 24’ Noguera Paz 36’ Cubelli 40’ Alemanno 57’, 64’, 68’, 80’ Montero 61’ Ascarate 75’ Orlando |
|                     | tr   | 36’, 57’, 61’, 64’, 68’, 75’ González Iglesias                                                         |
| Prada 19’, 28’, 52’ | c.p. | 16’ González Iglesias                                                                                  |

| Arbitro: | Alejandro Longres |

|                                |      | |
|                                | mt   | 11’, 64’ Tuculet 27’ J. Montoya 31’ Postiglioni 32’ Moyano 37’ Ahualli 40’ González Amorosino 56’ Ascárate 66’ Sánchez 75’ Ponce 80’ de la Fuente |
|                                | tr   | 27’, 31’, 32’, 37’, 56’, 64’, 66’, 75’, 80’ Sánchez                                                                                               |
| M. Fernández 1’, 15’, 20’, 77’ | c.p. | |

#### Classifica CONSUR Cup
| Pos | Squadra   | G | V | N | P | PF  | PS  | DP   | Pt |
| --- | --------- | - | - | - | - | --- | --- | ---- | -- |
| 1   | Argentina | 2 | 2 | 0 | 0 | 138 | 21  | +117 | 6  |
| 2   | Uruguay   | 2 | 1 | 0 | 1 | 64  | 78  | −14  | 4  |
| 3   | Cile      | 2 | 0 | 0 | 2 | 25  | 128 | −103 | 2  |

## Sudamericano “B”

### Risultati
| Data      | Incontro             | Risultato | Sede     |
| --------- | -------------------- | --------- | -------- |
| 31-8-2014 | Perù ― Venezuela     | 28–33     | Apartadó |
| 31-8-2014 | Colombia ― Ecuador   | 112–0     | Apartadó |
| 3-9-2014  | Venezuela ― Ecuador  | 68–3      | Apartadó |
| 3-9-2014  | Colombia ― Perù      | 56–6      | Apartadó |
| 6-9-2014  | Ecuador ― Perù       | 17–24     | Apartadó |
| 6-9-2014  | Colombia ― Venezuela | 27–10     | Apartadó |

### Classifica
|  | Classifica | G | V | N | P | PF  | PS  | P±   | PT |
|  | ---------- | - | - | - | - | --- | --- | ---- | -- |
|  | Colombia   | 3 | 3 | 0 | 0 | 195 | 16  | +179 | 9  |
|  | Venezuela  | 3 | 2 | 0 | 1 | 111 | 58  | +53  | 7  |
|  | Perù       | 3 | 1 | 0 | 2 | 58  | 106 | –48  | 5  |
|  | Ecuador    | 3 | 0 | 0 | 3 | 20  | 204 | –184 | 3  |

## Sudamericano “C”

### Risultati
| Data       | Incontro                 | Risultato | Sede   |
| ---------- | ------------------------ | --------- | ------ |
| 5-10-2014  | Panama ― Costa Rica      | 10-18     | Panama |
| 5-10-2014  | Guatemala ― El Salvador  | 23-17     | Panama |
| 8-10-2014  | Costa Rica ― El Salvador | 14-25     | Panama |
| 8-10-2014  | Panama ― Guatemala       | 19-24     | Panama |
| 11-10-2014 | Panama ― El Salvador     | 3-29      | Panama |
| 11-10-2014 | Costa Rica ― Guatemala   | 22-17     | Panama |

### Classifica
|  | Classifica  | G | V | N | P | PF | PS | P±  | PT |
|  | ----------- | - | - | - | - | -- | -- | --- | -- |
|  | El Salvador | 3 | 2 | 0 | 1 | 71 | 40 | +31 | 7  |
|  | Guatemala   | 3 | 2 | 0 | 1 | 64 | 58 | +6  | 7  |
|  | Costa Rica  | 3 | 2 | 0 | 1 | 54 | 52 | +2  | 7  |
|  | Panama      | 3 | 0 | 0 | 3 | 32 | 71 | -39 | 3  |